# ブルーライン (サンディエゴ・トロリー)
ブルーライン（Blue Line）は、アメリカ合衆国カリフォルニア州サンディエゴ郡サンディエゴを走るライトレールであるサンディエゴ・トロリーの系統の1つ。サンディエゴの中心部であるダウンタウン地区と、メキシコの国境近くにあるサンイシドロを結ぶ。途中ナショナルシティとチュラビスタを経由する。

## 概要
1981年7月19日にアメリカ合衆国初のライトレールとして営業運転を開始した、サンディエゴ・トロリー最初の系統。開業時の路線はハリケーンにより被害を受け休止となったサザン・パシフィック鉄道の貨物線を再整備する形で建設された。1986年に東側のユークリッドアベニュー（Euclid Avenue Station）方面へ向かう路線が開通したことで"サウスライン"と言う系統名が付けられ、1996年に"南北線"（North-South Line）に改称された後、翌1997年以降は"ブルーライン"という名前となっている。また2015年にUCサンディエゴ・ヘルスが3,000万ドルで30年間のネーミングライツを獲得した事から、2019年の正式名称は"UCサンディエゴ・ブルーライン"（UC San Diego Blue Line）となっている。
2012年のダウンタウン地区への路線延長を経て、ダウンタウン地区のアメリカプラザ駅（America Plaza）から全系統が停車する12番通り＆インペリアル駅（12th & Imperial Transit Center）を経て、メキシコとの国境近くにあるサンイシドロ駅（San Ysidro Transit Center）まで向かう系統となっており、18箇所に駅が存在する。ダイヤは平日、土曜、日曜・祝日の3種類が存在し、昼間は15分、平日の朝夕ラッシュ時は7 - 8分間隔で運行する。また全ての曜日において、早朝に区間運転を行う列車が設定されている。
料金は他の系統も含めて大人2.5ドルだが、非接触式ICカードであるコンパスカード（Compass card）を用いる場合は2ドルとなる。

## 駅一覧
2019年現在、ブルーラインは以下の18駅で構成される。そのうち太字の駅は、時刻表に時刻が提示される主要駅である。一部を除き、駅に隣接する駐車場は無料で利用可能である。
| UCサンディエゴ・ブルーラインUC San Diego Blue Line | UCサンディエゴ・ブルーラインUC San Diego Blue Line | UCサンディエゴ・ブルーラインUC San Diego Blue Line | UCサンディエゴ・ブルーラインUC San Diego Blue Line | UCサンディエゴ・ブルーラインUC San Diego Blue Line | UCサンディエゴ・ブルーラインUC San Diego Blue Line | UCサンディエゴ・ブルーラインUC San Diego Blue Line                                              |
| 駅名                                               | 接続交通機関                                       | 接続交通機関                                       | 接続交通機関                                       | 駐車場                                             | 情報センター                                       | 備考                                                                                            |
| 駅名                                               | 他系統                                             | 路線バス                                           | 通勤鉄道                                           | 駐車場                                             | 情報センター                                       | 備考                                                                                            |
| -------------------------------------------------- | -------------------------------------------------- | -------------------------------------------------- | -------------------------------------------------- | -------------------------------------------------- | -------------------------------------------------- | ----------------------------------------------------------------------------------------------- |
| America Plaza                                      | シルバーライン                                     | ○                                                  |                                                    |                                                    |                                                    | リムジンバスと接続 グリーンラインのサンタフェ・ディーポ（Santa Fe Depot）とは徒歩でアクセス可能 |
| Civic Center station                               | オレンジライン シルバーライン                      | ○                                                  |                                                    |                                                    |                                                    |                                                                                                 |
| Fifth Avenue station                               | オレンジライン シルバーライン                      | ○                                                  |                                                    |                                                    |                                                    |                                                                                                 |
| City College                                       | オレンジライン シルバーライン                      | ○                                                  |                                                    |                                                    |                                                    | リムジンバスと接続                                                                              |
| Park & Market                                      | オレンジライン シルバーライン                      | ○                                                  |                                                    |                                                    |                                                    |                                                                                                 |
| 12th & Imperial Transit Center                     | オレンジライン グリーンライン シルバーライン       | ○                                                  |                                                    | ○                                                  | ○                                                  | 駐車場は有料                                                                                    |
| Barrio Logan                                       |                                                    |                                                    |                                                    |                                                    |                                                    |                                                                                                 |
| Harborside                                         |                                                    |                                                    |                                                    |                                                    |                                                    |                                                                                                 |
| Pacific Fleet                                      |                                                    |                                                    |                                                    |                                                    |                                                    |                                                                                                 |
| 8th Street                                         |                                                    | ○                                                  |                                                    | ○                                                  |                                                    |                                                                                                 |
| 24th Street                                        |                                                    | ○                                                  |                                                    | ○                                                  |                                                    |                                                                                                 |
| Bayfront/E Street                                  |                                                    | ○                                                  |                                                    | ○                                                  | ○                                                  |                                                                                                 |
| H Street                                           |                                                    | ○                                                  |                                                    | ○                                                  |                                                    |                                                                                                 |
| Palomar Street                                     |                                                    | ○                                                  |                                                    | ○                                                  |                                                    |                                                                                                 |
| Palm Avenue                                        |                                                    | ○                                                  |                                                    | ○                                                  |                                                    |                                                                                                 |
| Iris Avenue                                        |                                                    | ○                                                  |                                                    | ○                                                  |                                                    |                                                                                                 |
| Beyer Boulevard                                    |                                                    | ○                                                  |                                                    | ○                                                  |                                                    |                                                                                                 |
| San Ysidro Transit Center                          |                                                    | ○                                                  |                                                    |                                                    |                                                    |                                                                                                 |

## ギャラリー

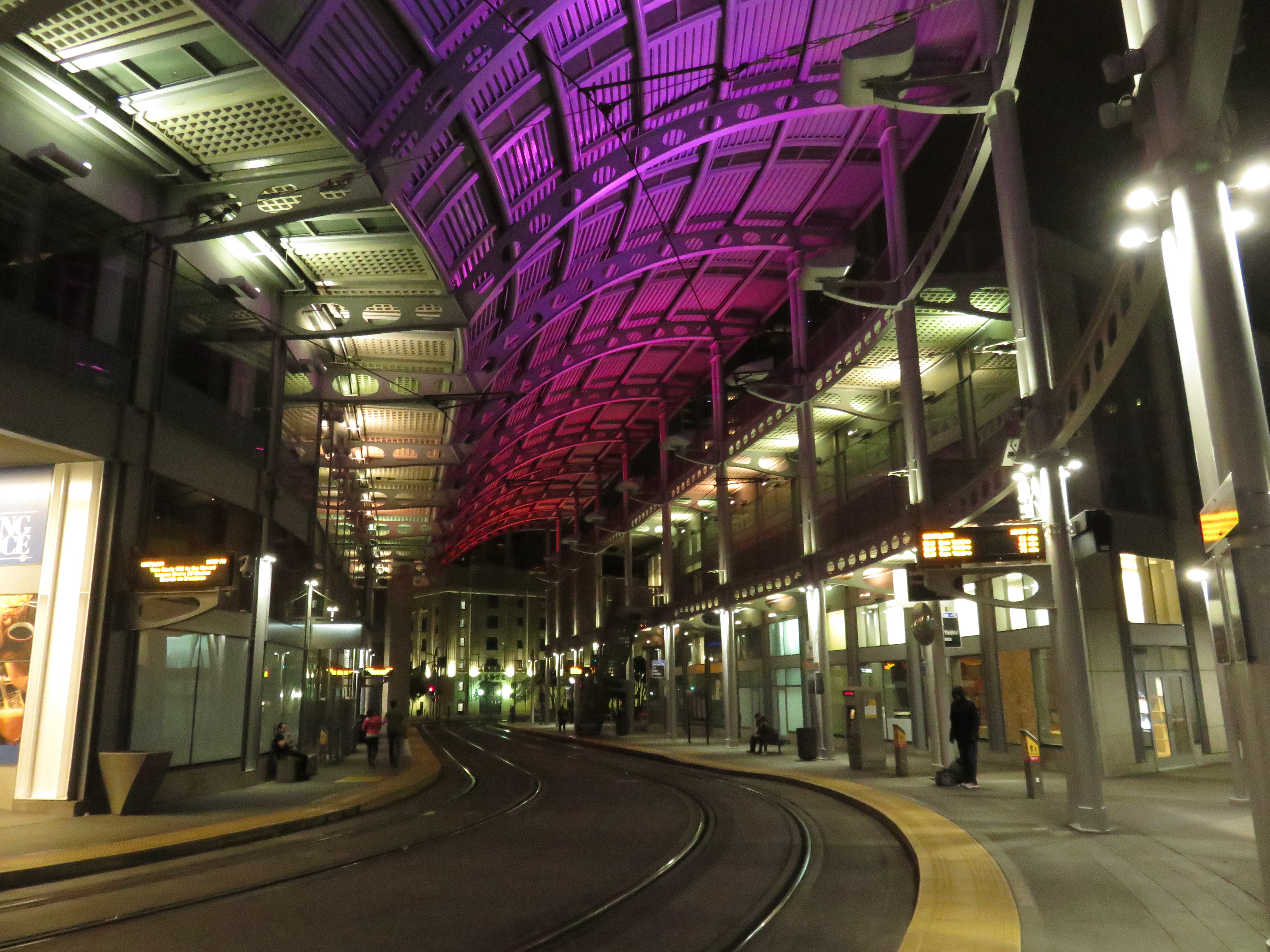
America Plaza
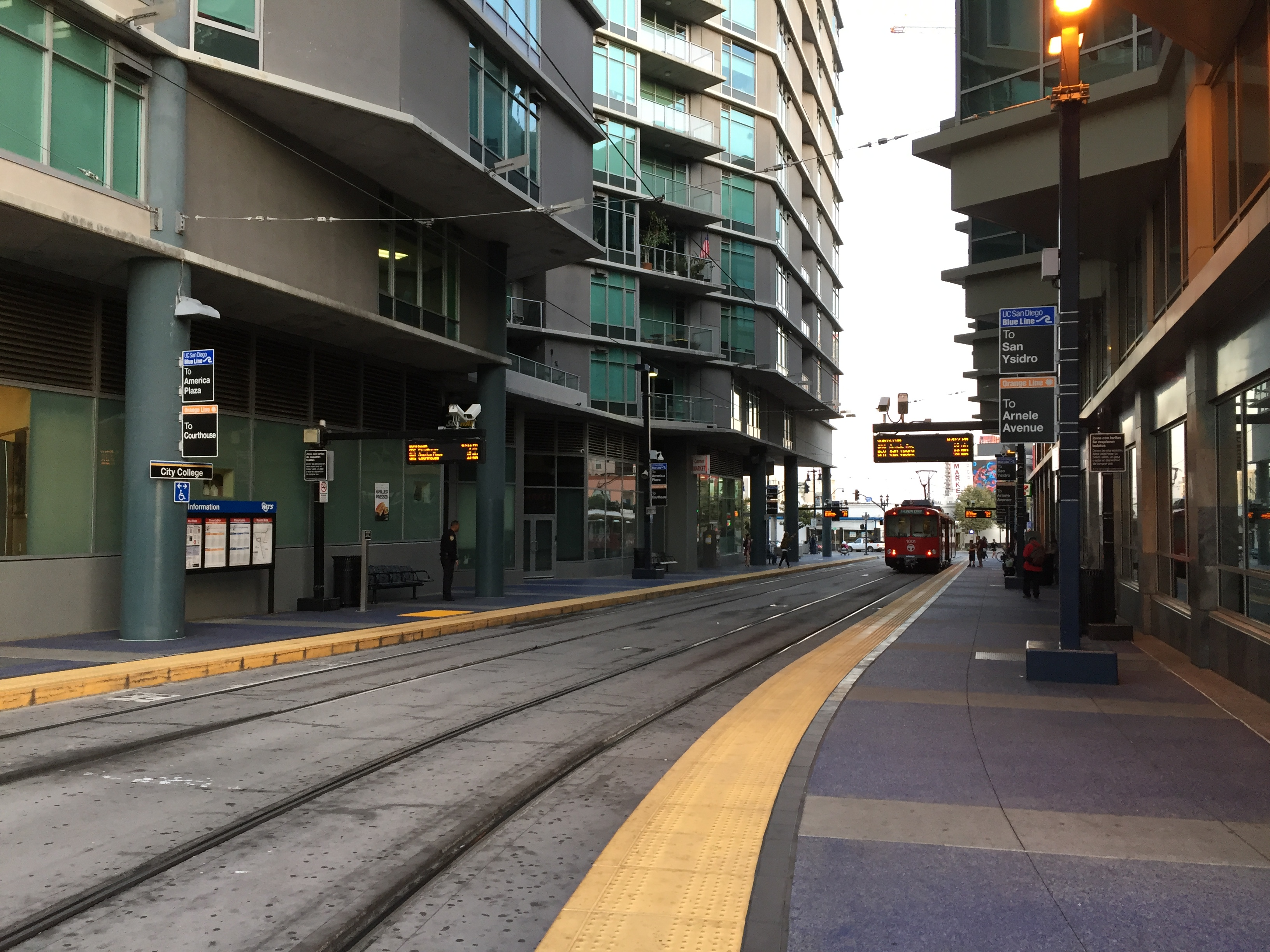
City College
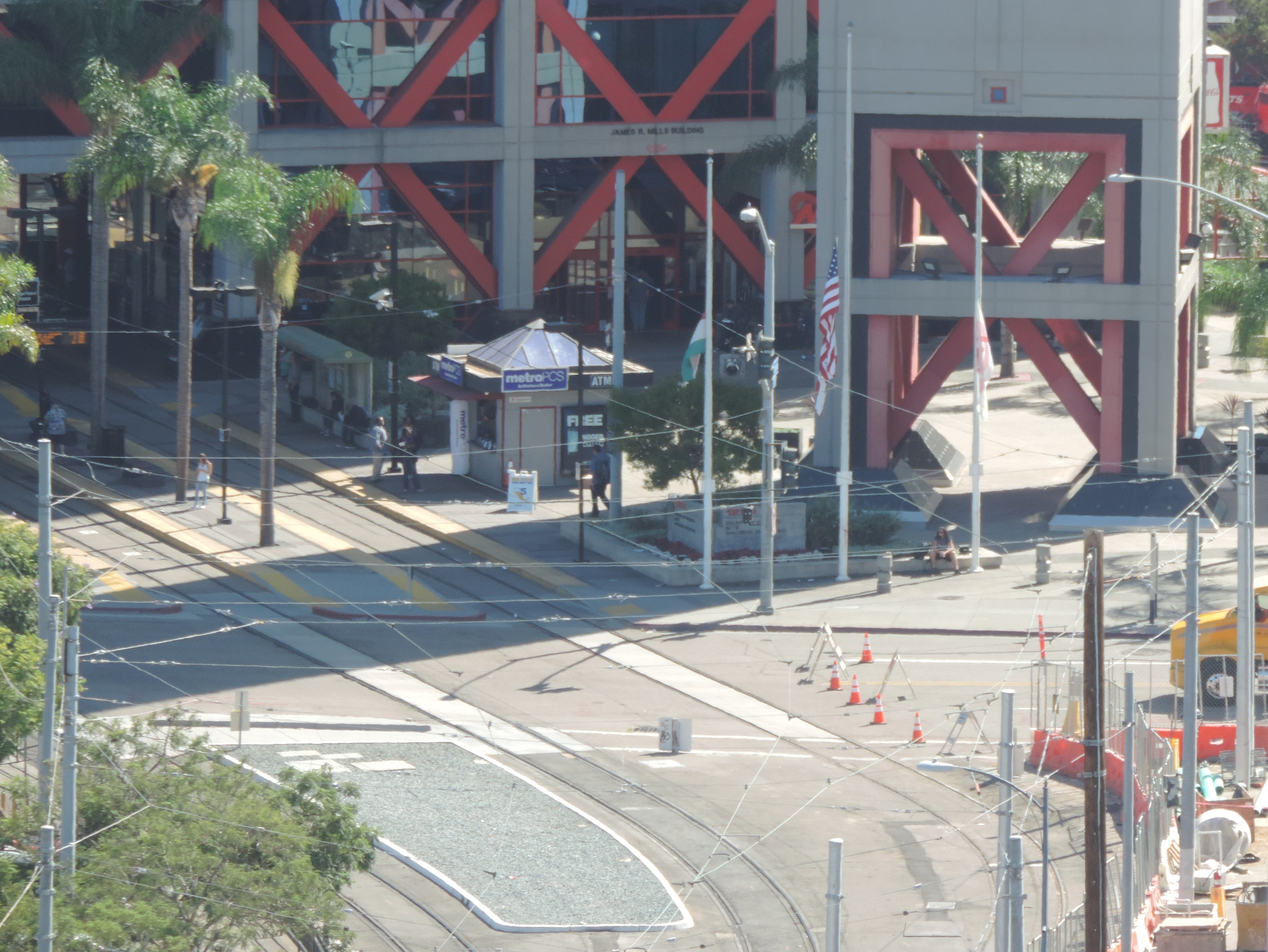
12th & Imperial Transit Center
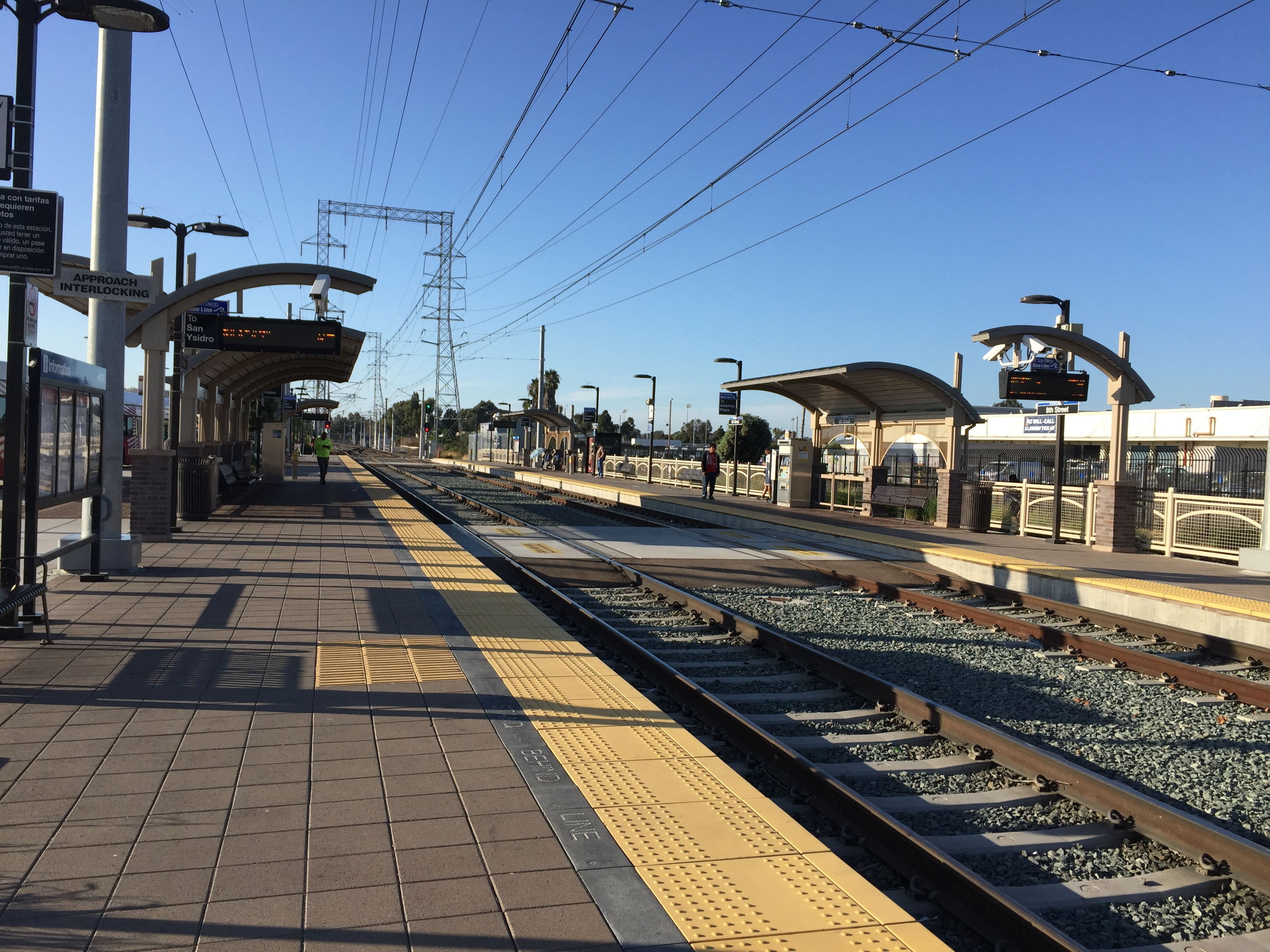
8th Street
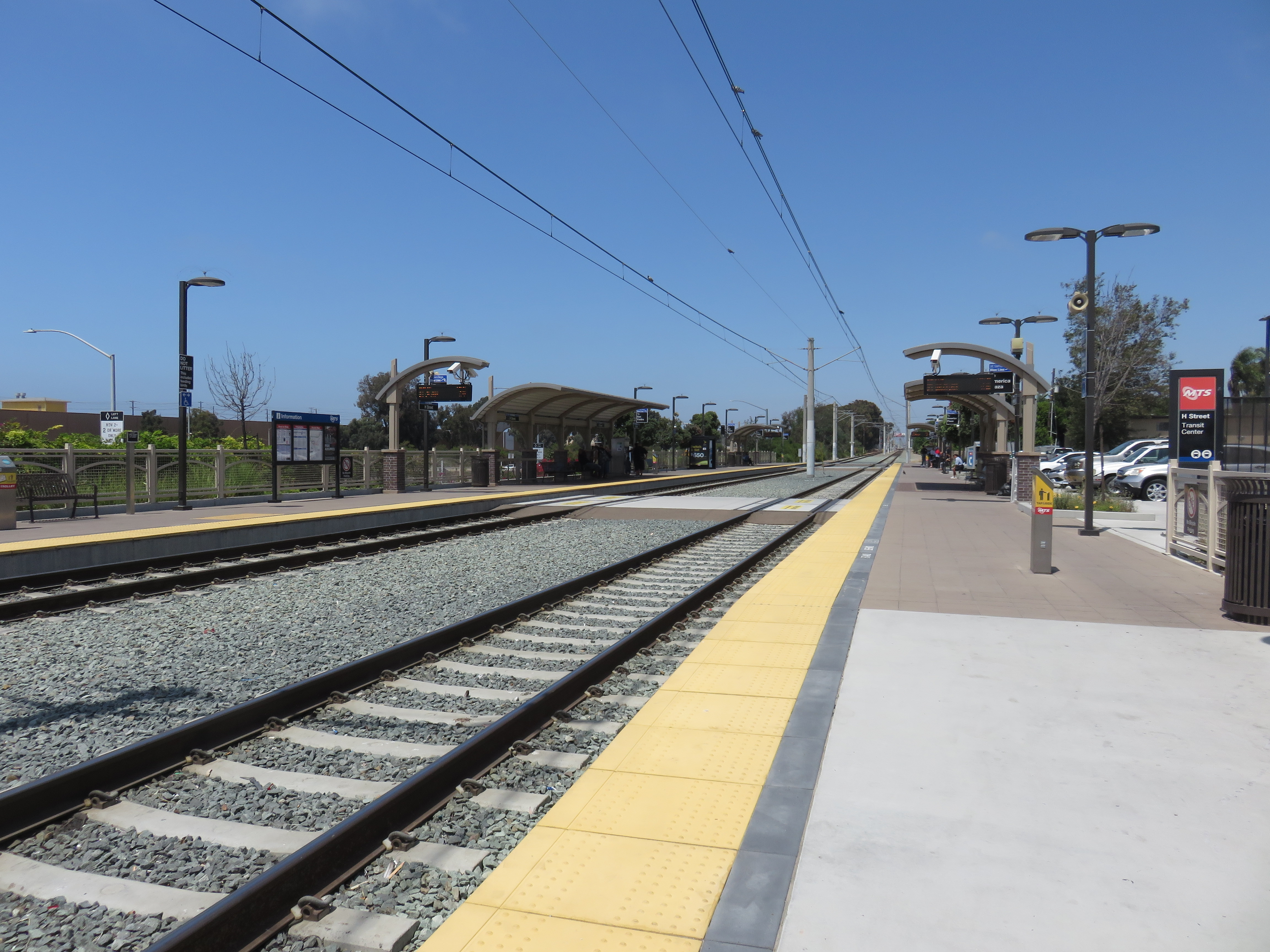
H Street
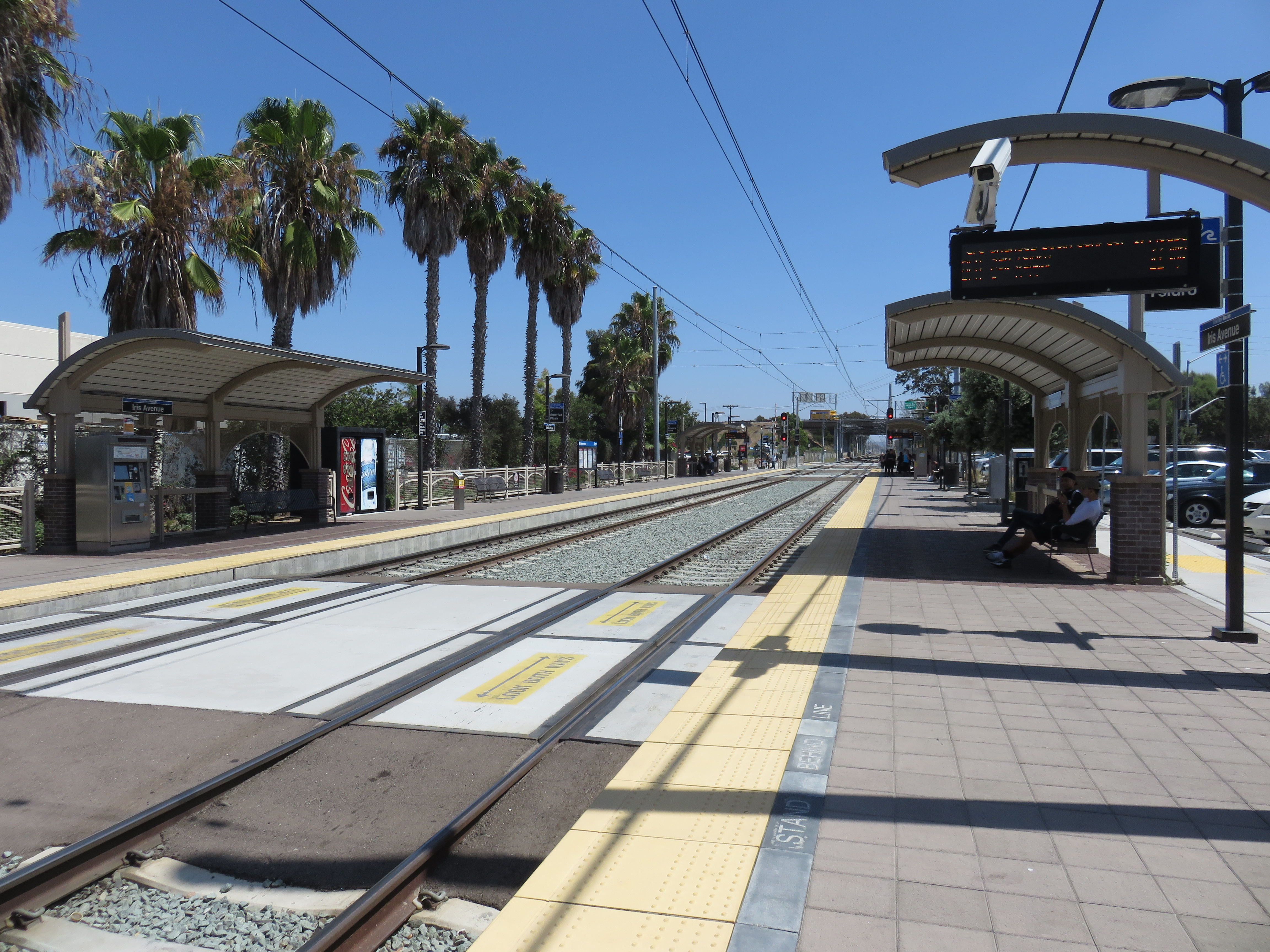
Iris Avenue
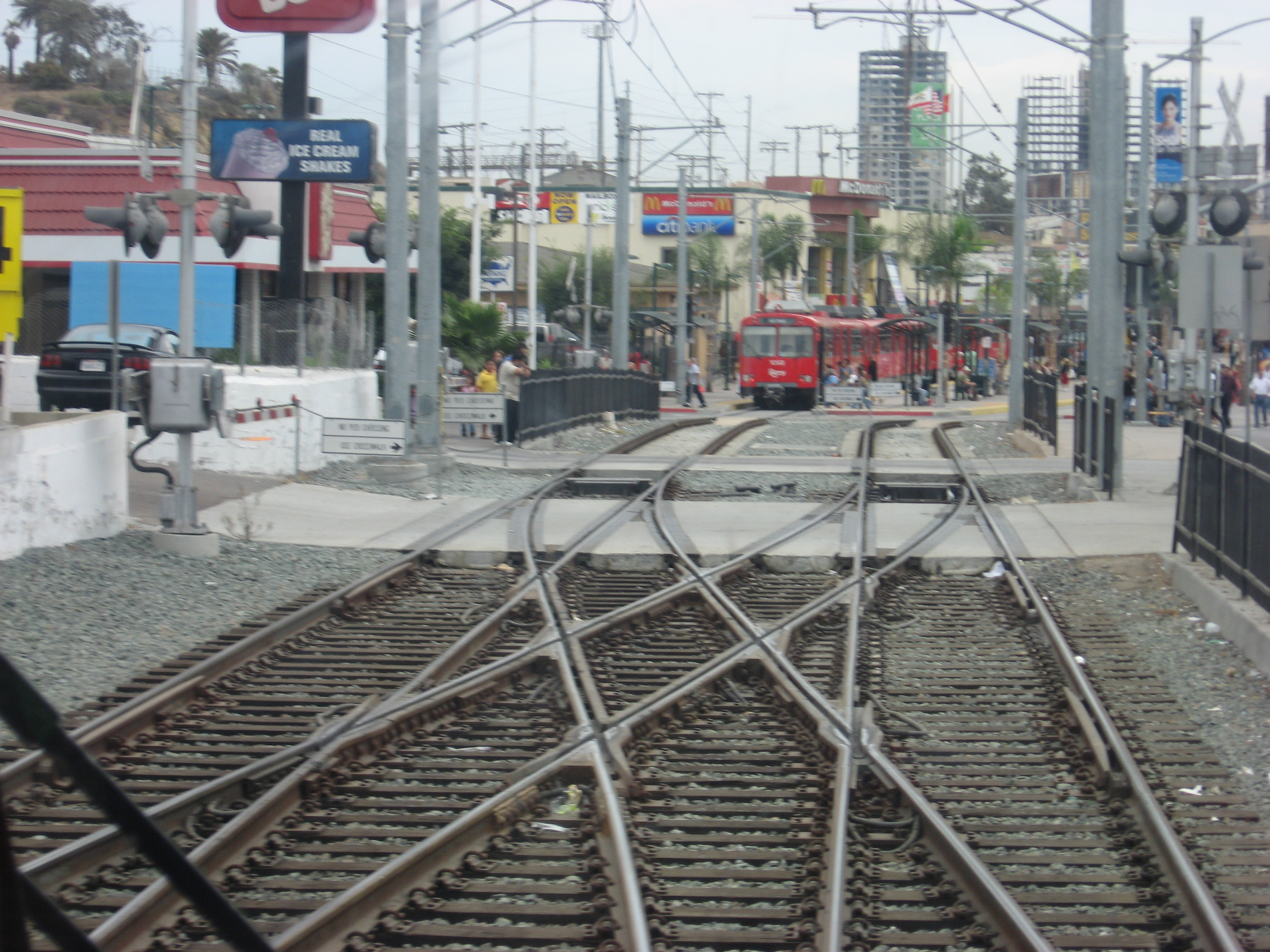
San Ysidro Transit Center

## 今後の予定
中央海岸回廊地域の発展による道路混雑の解消を目的に、2019年現在の終点であるアメリカプラザ（America Plaza）からグリーンラインに乗り入れ、オールドタウン駅（Old Town Transit Center）から分岐し、カリフォルニア大学サンディエゴ校やUCサンディエゴ・ヘルス、屋外ショッピングモールであるウェストフィールドUTC周辺を通るブルーラインの延長路線であるミッドコースト・トロリー（Mid-Coast Trolley）計画が進められている。オールドタウン駅から分岐し、9つの駅を有する新規路線は2016年から建設が始まっており、2021年から営業運転を開始する予定である。